# Wilhelm Brurein

Wilhelm Brurein

Wilhelm Joseph Brurein (* 10. Oktober 1873 in Mannheim; † 8. April 1932 in Berlin) war ein deutscher Architekt.

## Leben
Wilhelm Brurein lernte in Mannheim und Karlsruhe Maurer und Steinmetz und studierte später an der Technischen Hochschule München Architektur. Ausgedehnte Studienreisen führten ihn nach Österreich, Italien, der Schweiz und nach Nordamerika. Anschließend arbeitete er in den Architekturbüros von August Thiersch und Friedrich Ohmann in Wien und bei Bruno Schmitz in Berlin. 1904 machte er sich in Charlottenburg als Architekt selbstständig und baute vor allem Wohn- und Geschäftshäuser. Von 1915 bis 1923 leitete er als Bezirksarchitekt im preußischen Staatsdienst den Wiederaufbau der zu Beginn des Ersten Weltkriegs zerstörten Stadt Lyck in Ostpreußen. Danach war er wieder als selbstständiger Architekt tätig und baute unter anderem das Neue Rathaus mit Wohn- und Geschäftsbauten in Lyck. Ab 1926 lebte und arbeitete er in Hamburg.

## Werke und Entwürfe (Auswahl)

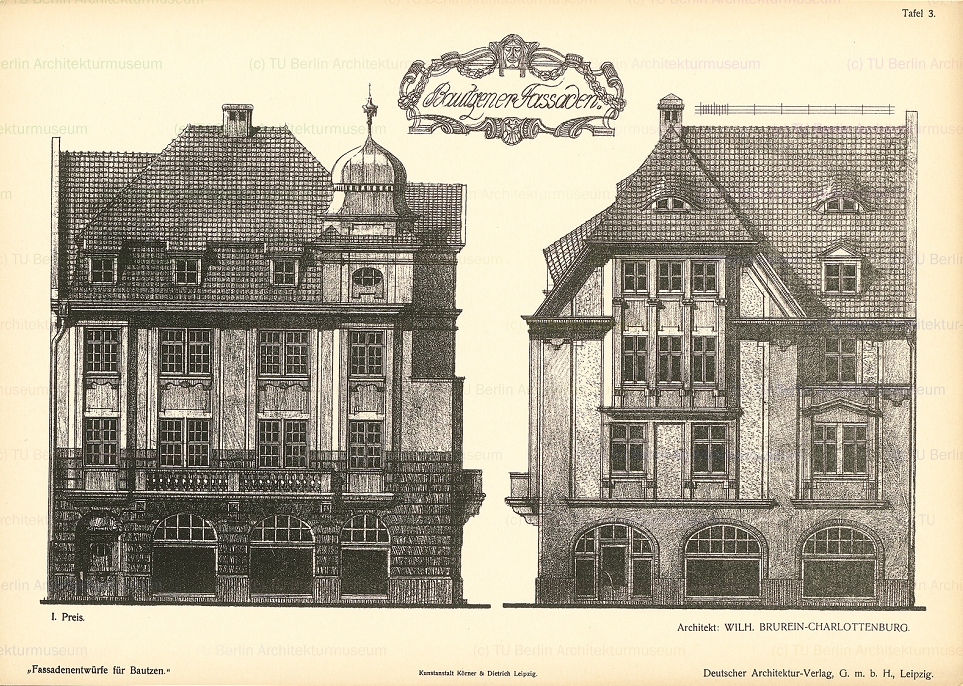
Entwurf von Wilhelm Brurein für Altstadtfassaden in Bautzen 1904

Sein künstlerisches Interesse galt besonders den monumentalen Bauformen, was auch in seinen zahlreichen teils preisgekrönten Entwürfen in Architektenwettbewerben zum Ausdruck kommt.
So beteiligte er sich schon mit 26 Jahren an dem durch die deutsche Studentenschaft 1898 initiierten Wettbewerb für Gedenksäulen zu Ehren von Otto von Bismarck. Aus 317 eingereichten Arbeiten wählte das Preisgericht im April 1899 auch den Entwurf „Dem grossen Deutschen“ von Brurein zu den zehn besten, zu prämierenden Arbeiten.
Ferner nahm Brurein mit Entwürfen an den Wettbewerben für die Bahnhofs-Empfangsgebäude in Leipzig und Darmstadt (3. Preis), für die Mannheimer Festhalle (2. Preis), für Fassaden in der Bautzener Innenstadt (1. Preis) und der Bremer Altstadt, für die Technische Hochschule Buenos Aires (gemeinsam mit Ernst Rentsch), für Saalbauten im Zoologischen Garten in Berlin und für das Neue Königliche Opernhaus in Berlin teil. Gemeinsam mit dem Bildhauer Hermann Hosaeus beteiligte er sich auch am Wettbewerb für das Bismarck-Nationaldenkmal auf der Elisenhöhe bei Bingerbrück. Ihr Entwurf mit dem Motto „Ein Heiligtum“ gehörte zu den zehn prämierten Arbeiten, die Anfang 1911 aus insgesamt 379 Einsendungen ausgewählt wurden. Ebenfalls mit Hosaeus hatte er schon einen Schmuckbrunnen für Buenos Aires entworfen.

Entwürfe für die Bremer Altstadt 1907
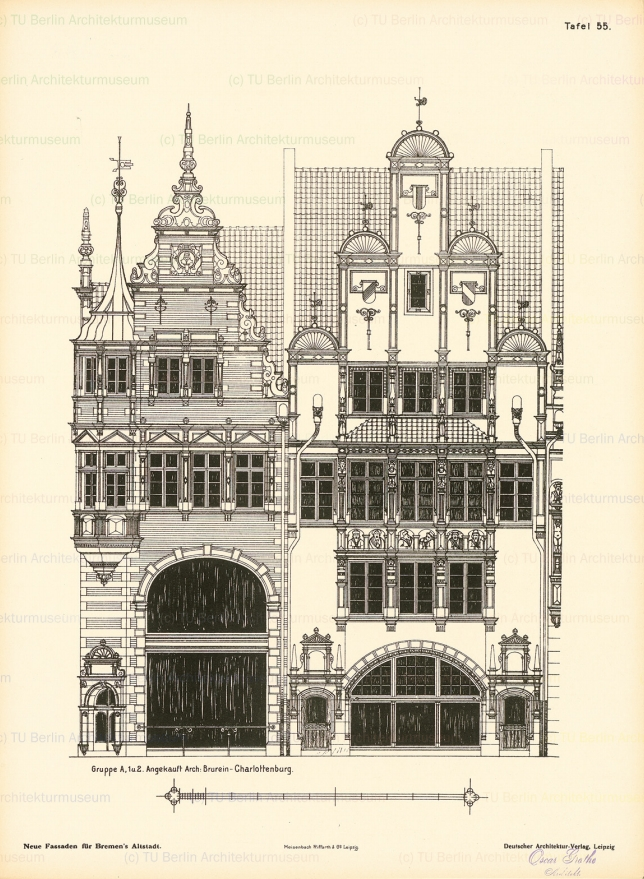
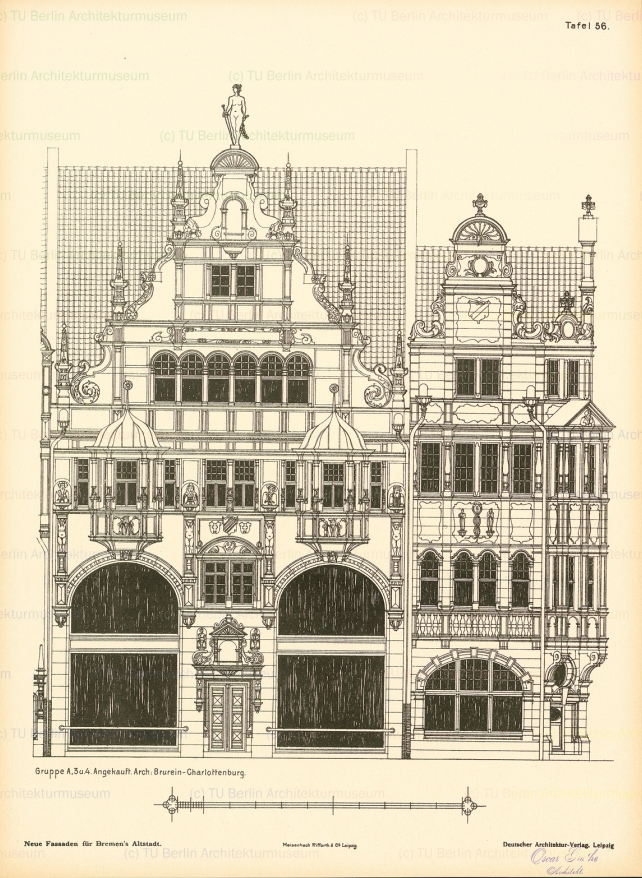
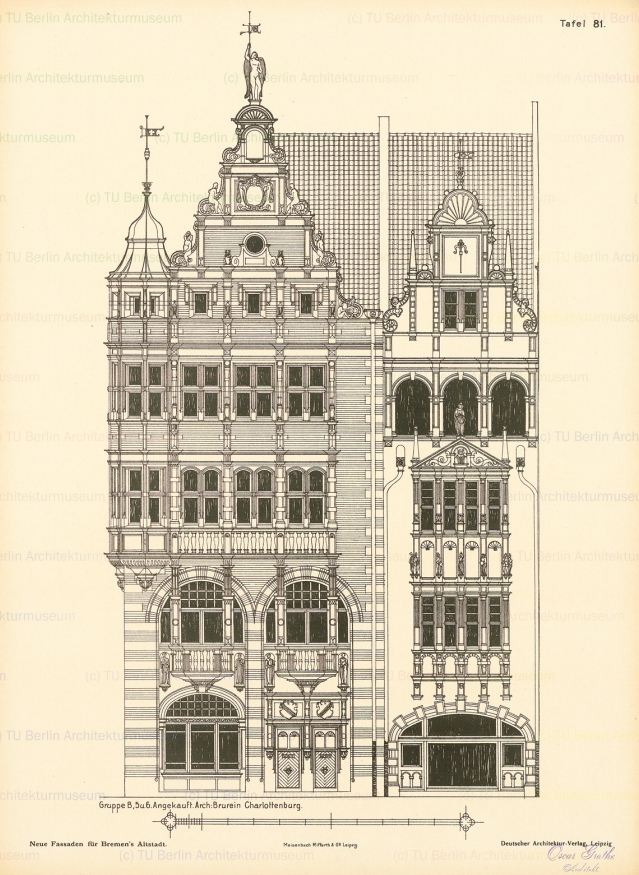
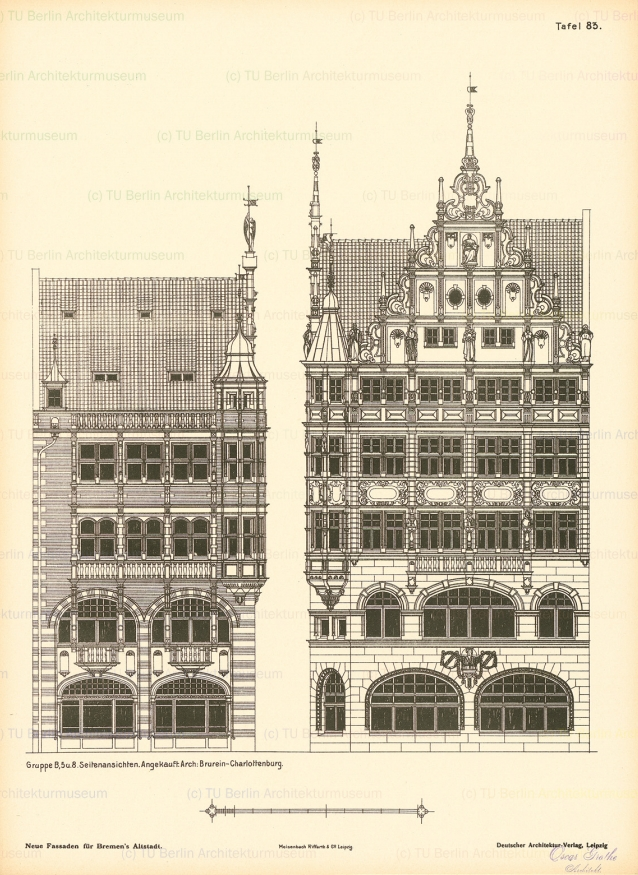

Weitere Werke und Entwürfe
- Rathaus Mülheim an der Ruhr[5]
- Fabrikgebäude für Sarotti[5]
- Kirchengebäude mit Doppel-Pfarrhaus für Görlitz[5]
- Schulgebäude mit Schulmuseum in Rostock[5]
- (mit Ernst Hermes-Elberfeld): Rathaus für Barmen[5]
- Rathaus für Schöneberg bei Berlin[5]
- (mit Ernst Hermes-Elberfeld): Rathaus für Wiesdorf[5]
- Bismarckturm für Ürdingen[5]
- Erbbegräbnisse[7]

## Teilnahme an Ausstellungen (Auswahl)
- Große Berliner Kunstausstellung 1908
- Internationale Baufachausstellung mit Nebenausstellungen Leipzig 1913 (ausgezeichnet mit der Goldenen Medaille der Stadt Leipzig)

## Schriften
- Berliner Architekturplastik. In: Die Kunstwelt, Deutsche Zeitschrift für die bildende Kunst, 1912/1913, 2. Jahrgang, S. 569–578 (Digitalisat).
- Wiederaufbauarbeiten im Kreise Lyck O.-Pr. Unter Mitwirkung der staatlichen Bauberatung. In: Deutsche Bauzeitung, 1926, 60. Jahrgang, S. 489–496 und S. 505–510.
- Gedanken zum Werden und Vergehen der Baukunst. In: Deutsche Bauzeitung, 1926, 60. Jahrgang, S. 686–688 und S. 694–696.
- Rathaus, Wohnhaus und Geschäftsgebäude in Lyck. In: Bauwelt, 1927, 18. Jahrgang, Heft 21, S. 6–8.